# Cordón de los Soto
Cordón de los Soto är en ort i Mexiko.   Den ligger i kommunen Guadalupe y Calvo och delstaten Chihuahua, i den nordvästra delen av landet, 1 100 km nordväst om huvudstaden Mexico City. Cordón de los Soto ligger 2 181 meter över havet och antalet invånare är 153.
Terrängen runt Cordón de los Soto är kuperad åt sydost, men åt nordväst är den bergig. Runt Cordón de los Soto är det mycket glesbefolkat, med 6 invånare per kvadratkilometer. Närmaste större samhälle är Juntas de Arriba, 8,6 km sydost om Cordón de los Soto. I omgivningarna runt Cordón de los Soto växer huvudsakligen savannskog.